# Dennis Siver
Dennis Siver (ur. 13 stycznia 1979 w Omsku) – niemiecko- rosyjski zawodnik mieszanych sztuk walki (MMA), mistrz Niemiec WAKO w kick-boxingu. Wieloletni zawodnik Ultimate Fighting Championship.

## Krótki życiorys
Urodził się w Omsku, jako Dmitrij Siwier (Дмитрий Сивер). Jego rodzice mieli niemieckie korzenie. W wieku 17 lat, przeniósł się razem z rodziną do Niemiec. Wcześniej, bo w wieku 15 lat, zaczął trenować popularne w Republikach Radzieckich sambo i judo. Będąc już w Niemczech, rozpoczął treningi kickboxingu oraz taekwondo - w 1997 został mistrzem Niemiec organizacji WAKO w tej pierwszej.

## Kariera MMA
Zawodowo w MMA zadebiutował 28 lutego 2003 pokonując Kordiana Szukałę po ciosach. 5 marca 2006 przegrał w finale turnieju wagi lekkiej Cage Warriors z Arnim Isakssonem. Dwa miesiące później uległ rodakowi Danielowi Weichelowi przez poddanie (duszenie zza pleców). Do końca roku stoczył jeszcze trzy zwycięskie pojedynki na galach World Freefight Challenge i Cage Warriors, pokonując m.in. Jimiego Wallheada.
Na początku 2007 podpisał kontrakt z Ultimate Fighting Championship, stając się pierwszym zawodnikiem w UFC reprezentującym Niemcy. 21 kwietnia 2007 zadebiutował w organizacji w przegrywając przed czasem z Francuzem Jessim Liaudinem. 8 września 2007 wygrał swój pierwszy pojedynek w UFC, nokautując Japończyka Naoyukiego Kotaniego. W 2008 mierzył się z Grayem Maynardem i Melvinem Guillardem, oba starcia przegrywając co skutkowało zwolnieniem z organizacji. Jeszcze w tym samym roku poddał na gali w Niemczech Chasa Jacquiera, po czym ponownie dostał angaż w amerykańskiej organizacji, tocząc 17 stycznia 2009 na UFC 93 zwycięski pojedynek z Natem Mohrem, którego znokautował kopnięciem obrotowym na korpus. Do końca roku stoczył jeszcze dwa wygrane pojedynki, w tym jedno na gali UFC 99, która odbyła się pierwszy raz w historii w Niemczech.
W latach 2010–2012 zanotował bilans 6 zwycięstw i 2 porażek, wygrywając m.in. z Andre Winnerem i Diego Nunesem oraz notując porażki z Rossem Pearsonem i Donaldem Cerrone. Od 2012 zszedł do kategorii piórkowej (66 kg). Od 2013 zdołał wygrać tylko raz, w październiku 2014 z Charlesem Rosą. Notował natomiast trzy porażki, kolejno z Cubem Swansonem, Conorem McGregorem i Tatsuyą Kawajirim oraz jedno starcie zostało zmienione ze zwycięstwa Sivera na nierostrzygnięte z Manwelem Gamburjanem, po tym jak po walce w organizmie Niemca wykryto zabronioną substancję hCG.
4 czerwca 2016 miał zmierzyć się z byłym dwukrotnym mistrzem UFC B.J. Pennem, lecz doznał kontuzji i walkę z Hawajczykiem anulowano. Do walki z Pennem ostatecznie doszło 25 czerwca 2017. Siver pokonał w tym pojedynku Hawajczyka na punkty.

## Osiągnięcia
Kickboxing
- 1997: mistrz Niemiec WAKO w kickboxingu

Mieszane sztuki walki:
- 2003: mistrz South German Freefight
- 2004: mistrz Free Fight Association
- 2006: CWFC: Enter the Wolfslair - finalista turnieju wagi lekkiej
- Zdobywca sześciu nagród bonusowych w UFC (2 nokauty, 1 poddanie, 3 walki wieczoru)